# Robyn Nevin
Robyn Nevin, née le 25 septembre 1942 à Melbourne, est une actrice et réalisatrice australienne. Elle est aussi l'ancienne directrice du Sydney Theatre Company.

## Biographie
Née en 1942, à Melbourne, elle se forme à l'Institut national d'art dramatique de Sydney, dont elle sort diplômée en 1960. 
Elle enchaîne ensuite les interprétations, comme actrice, au théâtre (qui la passionne)  sous la direction de metteurs en scène comme Jim Sharman, mais aussi pour des feuilletons ou séries télévisées et dans des films, dès les années 1960, mais davantage encore dans les années 1970, 1980, 1990 et 2000.
Elle devient directrice de compagnies théâtrales, notamment, en 1996, de la Queensland Theatre Company , puis de 1999 à 2007, de la Sydney Theatre Company, et y encourage de nouveaux metteurs en scène et la créativité.

## Filmographie

### Cinéma

#### Réalisatrice
- 1986 : The More Things Change...

#### Actrice
- 1973 : Libido : Sœur Caroline
- 1976 : God Knows Why, But It Works
- 1976 : Caddie : Black Eye
- 1976 : The Fourth Wish : Connie
- 1978 : The Irishman : Jenny Doolan
- 1978 : Le Chant de Jimmie Blacksmith : Mme McCready
- 1978 : Temperament Unsuited : Anne
- 1982 : Fighting Back : Mary
- 1983 : Goodbye Paradise : Kate
- 1983 : Careful, He Might Hear You : Lila
- 1984 : The Coolangatta Gold : Robyn Lukas
- 1988 : Emerald City : Kate Rogers
- 1992 : Greenkeeping : Maman
- 1994 : Lucky Break : Anne-Marie LePine
- 1994 : Resistance : Wiley
- 1995 : Angel Baby : Dr Norberg
- 1997 : Une maison de rêve : le juge du tribunal fédéral
- 2003 : Matrix Reloaded : Mme Dillard
- 2003 : Bad Eggs : Eleanor Poulgrain
- 2003 : Matrix Revolutions : Mme Dillard
- 2011 : L'Œil du cyclone : Lal
- 2013 : The Turning
- 2020 : Relic de Natalie Erika James

### Télévision
- 1962 : Consider Your Verdict : Judith Harper (1 épisode)
- 1967 : Bellbird
- 1973 : The Taming of the Shrew : la barmaid
- 1973 : Our Man in the Company : Mlle Healey (1 épisode)
- 1973 : President Wilson in Paris : Mme Wilson
- 1974 : Matlock Police : Sue Palmer (1 épisode)
- 1974 : Ryan : Susan Davis (1 épisode)
- 1975 : Ben Hall
- 1978 : Father, Dear Father in Australia : Mme Webster (1 épisode)
- 1980 : Water Under the Bridge : Shasta (8 épisodes)
- 1980 : A Toast to Melba : Nellie Melba
- 1980-1982 : Spring and Fall : Anne et Mary (2 épisodes)
- 1983 : The Dismissal : Lady Kerr
- 1984 : Conferenceville
- 1985 : Hanlon : Minnie Dean (1 épisode)
- 1990 : The Ham Funeral : Mme Goosgog
- 1990 : Contre vents et marées : Mme Hanlon
- 1993 : Seven Deadly Sins : Sloth
- 1995-1999 : Halifax f.p. : Angela Halifax (3 épisodes)
- 2013 : Top of the Lake : Jude (5 épisodes)
- 2013 : Upper Middle Bogan : Margaret Denyar (8 épisodes)
- 2013 : The Broken Shore : Cecily Addison
- 2022 : Wolf Like Me (1 épisode)

### Jeu vidéo
- 2003 : Enter the Matrix : Mme Dillard